# Świecie
Świecie é um município da Polônia, na voivodia da Cujávia-Pomerânia e no condado de Świecie. Estende-se por uma área de 17,55 km², com 25 924 habitantes, segundo os censos de 2017, com uma densidade de 2184,0 hab/km².